# Реджепов, Мансур Розумбаевич
Мансу́р Розумба́евич Редже́пов (туркм. Mansur Rozumbaýewiç Rejepow; 3 января 1982, Ташауз, Туркменская ССР, СССР) — туркменский тяжелоатлет.

## Биография
Родился в Дашогузе, в известной спортивной династии Реджеповых. Отец — Розумбай Реджепов, два родных дяди Мумин и Худайберген — заслуженные тренеры Туркменистана, основатели развития тяжёлой атлетики в Дашогузском велаяте. Они работают в этрапе имени Гурбансолтан эдже Дашогузского велаята.
Заниматься тяжёлой атлетикой Мансур начал в возрасте четырёх лет.
С 2004 года Мансур Реджепов выступает за сборную Туркменистана, в составе которой стал призёром различных международных соревнований и участником пяти чемпионатов мира — в Катаре, Доминиканской Республике, Таиланде, Турции и Франции. Участвовал в Олимпийских играх 2012 в Лондоне.